# Save (Studie)
SAVE (Sparen und Altersvorsorge in Deutschland) ist eine repräsentative Datenerhebung über das Sparverhalten privater Haushalte in Deutschland. Die Befragung wurde von 2001 bis 2013 insgesamt zehnmal durchgeführt.

## Über die Studie
Um das Sparverhalten der deutschen Haushalte besser erforschen zu können, führt das Munich (ehemals: Mannheim) Center for the Economics of Aging (MEA) gemeinsam mit TNS Infratest Sozialforschung die SAVE-Befragung seit 2001 durch. Die Umfrage wurde bis 2010 von der Deutschen Forschungsgemeinschaft (DFG) finanziert. Schwerpunkte der Befragung sind das Sparverhalten, die Altersvorsorge und die Vermögensbildung in Deutschland. Die SAVE-Studie ermöglicht die Erforschung ökonomischer, soziologischer und psychologischer Zusammenhänge. Daher werden Fragen zu Einkommen, Vermögen, Altersvorsorge und auch zu soziodemographischen und psychologischen Merkmalen gestellt. Hierzu zählen z. B. die Erwartungen, Einstellungen und die Risikoeinstellung der Befragten. SAVE wird seit 2005 jährlich durchgeführt. Da in jedem Jahr die gleichen Haushalte befragt werden (Panel), können Veränderungen im Spar- und Anlageverhalten der Haushalte über die Zeit erfasst werden. Die inzwischen neunte Umfrageerhebung für das Jahr 2011 wurde in Zusammenarbeit mit dem Institut für Arbeitsmarkt- und Berufsforschung (IAB), dem Forschungsinstitut der Bundesagentur für Arbeit, durchgeführt. Diese Kooperation ermöglicht es Beschäftigungszeiten sowie Informationen zu Beiträgen zu der Sozialversicherung mit Antworten der SAVE-Umfrage zu verbinden.

## Stichprobenumfang
Nach der Erstbefragung im Jahr 2001 wurde die Stichprobe in den Jahren 2003, 2005 und 2006 durch Aufnahme neuer Haushalte in die Stichprobe erweitert. Seit 2006 erreichte das Panel dann eine hohe Stabilität. So konnten 2007 84 % der Haushalte aus 2006 erneut befragt werden. 2008 waren es sogar 89 % und 2009 85 %, von 2010 auf 2011 konnten 81 % erneut befragt werden. Im Jahr 2010 waren noch 55 % der 2005 hinzugefügten Auffrischungsstichprobe im Datensatz. Über die Jahre ergibt sich folgende Übersicht über den Stichprobenumfang:
| Jahr             | 2001 | 2003/04 | 2005 | 2006 | 2007 | 2008 | 2009 | 2010 | 2011 |
| ---------------- | ---- | ------- | ---- | ---- | ---- | ---- | ---- | ---- | ---- |
| Anzahl Haushalte | 1829 | 3154    | 2305 | 3474 | 2931 | 2608 | 2222 | 2037 | 1660 |

## Themenspektrum
Mit SAVE können viele Themen untersucht werden. Im Einzelnen werden die teilnehmenden Personen zu folgenden Themengebieten befragt:
- Zufriedenheit mit derzeitiger Lebenssituation
- Soziodemographische Informationen
- Soziales Umfeld (2005–2008)
- Gesundheit (ab 2005)
- Qualitative und quantitative Fragen zum Sparverhalten
- Finanzwissen (2007/2008, große Sektion 2009)
- Konsumverhalten (2003/2004)
- Qualitative und quantitative Fragen zu regelmäßigen und außergewöhnlichen Einkünften
- Altersvorsorge, Renteneintritt, Anwartschaften (alle Jahre, teilweise veränderte Zusammensetzung)
- Geldvermögen, Altersvorsorgevermögen, Wohn- und Immobilienvermögen, Betriebsvermögen und sonstiges Vermögen
- Drei Säulen der Altersvorsorge (gesetzlich, betrieblich, privat) mit großen Modulen zur Riester-Rente 2008/2010
- Kredite und Hypotheken
- Erwartungen, Selbsteinschätzung, psychologische und soziologische Determinanten des Sparverhaltens, Präferenzmerkmale
- Finanzkrise (2009/2010)
- Befragungssituation

## Nutzung der SAVE-Daten
Die SAVE-Daten werden vom GESIS – Leibniz-Institut für Sozialwissenschaften allen interessierten Wissenschaftlern für nicht-kommerzielle Zwecke zur Verfügung gestellt. Dabei wird die vollständige Anonymität der Befragten gewahrt.
Informationen zur Beantragung der SAVE-Daten können der SAVE-Homepage entnommen werden. Dort stehen auch die Fragebögen der einzelnen Jahre zum Download bereit.
Auch kann ein „miniSAVE“ genannter Datensatz für die Jahre 2005 bis 2010 per E-Mail oder Fax direkt beim MEA bestellt werden. Dieser eignet sich aufgrund der voraggregierten Daten besonders für die Lehre und dient dazu, sich mit dem umfassenden Datensatz vertraut zu machen.